# Gubernatorzy Florydy
Chronologiczne zestawienie gubernatorów amerykańskiego stanu Floryda:

## Komisarze wojskowi
| # | Komisarz       | Objął urząd   | Złożył urząd      |
| - | -------------- | ------------- | ----------------- |
| 1 | Andrew Jackson | 10 marca 1821 | 12 listopada 1821 |

## Gubernatorzy terytorialni
| # | Gubernator         | Objął urząd      | Złożył urząd     | Mianowany przez prezydenta  |
| - | ------------------ | ---------------- | ---------------- | --------------------------- |
| 1 | William Pope Duval | 17 kwietnia 1822 | 24 kwietnia 1834 | Monroego, Adamsa i Jacksona |
| 2 | John Eaton         | 24 kwietnia 1834 | 16 marca 1836    | Andrew Jackson              |
| 3 | Richard K. Call    | 16 marca 1836    | 2 grudnia 1839   | Andrew Jackson              |
| 4 | Robert Reid        | 2 grudnia 1839   | 19 marca 1841    | Martin Van Buren            |
| 5 | Richard K. Call    | 19 marca 1841    | 11 sierpnia 1844 | Harrisona i Tylera          |
| 6 | John Branch        | 11 sierpnia 1844 | 25 czerwca 1845  | John Tyler                  |

## Gubernatorzy stanowi
| #  | Gubernator                    | Objął urząd         | Złożył urząd        | Partia          |
| -- | ----------------------------- | ------------------- | ------------------- | --------------- |
| 1  | William D. Moseley            | 25 czerwca 1845     | 1 października 1849 | Demokrata       |
| 2  | Thomas Brown                  | 1 października 1849 | 3 października 1853 | Wig             |
| 3  | James E. Broome               | 3 października 1853 | 5 października 1857 | Demokrata       |
| 4  | Madison S. Perry              | 5 października 1857 | 7 października 1861 | Demokrata       |
| 5  | John Milton                   | 7 października 1861 | 1 kwietnia 1865     | Demokrata       |
| 6  | Abraham K. Allison            | 1 kwietnia 1865     | 19 maja 1865        | Demokrata       |
| 7  | William Marvin                | 13 lipca 1865       | 20 grudnia 1865     | bezpartyjny     |
| 8  | David S. Walker               | 20 grudnia 1865     | 4 lipca 1868        | Konserwatysta   |
| 9  | Harrison Reed                 | 4 lipca 1868        | 7 stycznia 1873     | Republikanin    |
| 10 | Ossian B. Hart                | 7 stycznia 1873     | 18 marca 1874       | Republikanin    |
| 11 | Marcellus L. Sterns           | 18 marca 1874       | 2 stycznia 1877     | Republikanin    |
| 12 | George Drew                   | 2 stycznia 1877     | 4 stycznia 1881     | Demokrata       |
| 13 | William D. Bloxham            | 4 stycznia 1881     | 7 stycznia 1885     | Demokrata       |
| 14 | Edward A. Perry               | 7 stycznia 1885     | 8 stycznia 1889     | Demokrata       |
| 15 | Francis P. Fleming            | 8 stycznia 1889     | 3 stycznia 1893     | Demokrata       |
| 16 | Henry L. Mitchell             | 3 stycznia 1893     | 5 stycznia 1897     | Demokrata       |
| 17 | William D. Bloxham            | 5 stycznia 1897     | 8 stycznia 1901     | Demokrata       |
| 18 | William S. Jennings           | 8 stycznia 1901     | 3 stycznia 1905     | Demokrata       |
| 19 | Napoleon B. Broward           | 3 stycznia 1905     | 5 stycznia 1909     | Demokrata       |
| 20 | Albert W. Gilchrist           | 5 stycznia 1909     | 7 stycznia 1913     | Demokrata       |
| 21 | Park Trammell                 | 7 stycznia 1913     | 2 stycznia 1917     | Demokrata       |
| 22 | Sidney J. Catts               | 2 stycznia 1917     | 4 stycznia 1921     | Prohibicjonista |
| 23 | Cary Augustus Hardee          | 4 stycznia 1921     | 6 stycznia 1925     | Demokrata       |
| 24 | John W. Martin                | 6 stycznia 1925     | 8 stycznia 1929     | Demokrata       |
| 25 | Doyle E. Carlton              | 8 stycznia 1929     | 3 stycznia 1933     | Demokrata       |
| 26 | David Sholtz                  | 4 stycznia 1933     | 5 stycznia 1937     | Demokrata       |
| 27 | Fred P. Cone                  | 5 stycznia 1937     | 7 stycznia 1941     | Demokrata       |
| 28 | Spessard Holland              | 7 stycznia 1941     | 2 stycznia 1945     | Demokrata       |
| 29 | Millard Caldwell              | 2 stycznia 1945     | 4 stycznia 1949     | Demokrata       |
| 30 | Fuller Warren                 | 4 stycznia 1949     | 6 stycznia 1953     | Demokrata       |
| 31 | Dan McCarty                   | 6 stycznia 1953     | 28 września 1953    | Demokrata       |
| 32 | Charley E. Johns              | 28 września 1953    | 4 stycznia 1955     | Demokrata       |
| 33 | T. LeRoy Collins              | 4 stycznia 1955     | 3 stycznia 1961     | Demokrata       |
| 34 | Cecil Farris Bryant           | 3 stycznia 1961     | 5 stycznia 1965     | Demokrata       |
| 35 | Haydon Burns                  | 5 stycznia 1965     | 3 stycznia 1967     | Demokrata       |
| 36 | Claude Roy Kirk               | 3 stycznia 1967     | 5 stycznia 1971     | Republikanin    |
| 37 | Reubin Askew                  | 5 stycznia 1971     | 2 stycznia 1979     | Demokrata       |
| 38 | D. Robert Graham              | 2 stycznia 1979     | 3 stycznia 1987     | Demokrata       |
| 39 | John Wayne Mixson             | 3 stycznia 1987     | 6 stycznia 1987     | Demokrata       |
| 40 | Robert Martinez               | 6 stycznia 1987     | 8 stycznia 1991     | Republikanin    |
| 41 | Lawton M. Chiles Jr.          | 8 stycznia 1991     | 12 grudnia 1998     | Demokrata       |
| 42 | Kenneth H. „Buddy” MacKay Jr. | 12 grudnia 1998     | 5 stycznia 1999     | Demokrata       |
| 43 | John E. „Jeb” Bush            | 5 stycznia 1999     | 2 stycznia 2007     | Republikanin    |
| 44 | Charlie Crist                 | 2 stycznia 2007     | 4 stycznia 2010     | Republikanin    |
| 45 | Rick Scott                    | 4 stycznia 2010     | 7 stycznia 2019     | Republikanin    |
| 46 | Ron DeSantis                  | 8 stycznia 2019     | obecnie             | Republikanin    |